# SPAD S.XIII
СПАД S.XIII — одноместный истребитель. Опытный самолёт совершил первый полёт 4 апреля 1917 года. Первые экземпляры попали на Западный фронт к концу мая 1917 года. Самолёты использовались в авиации Великобритании, Бельгии, Франции, Италии и США. В послевоенные годы самолёты этого типа экспортировались в Бельгию, Чехословакию, Японию и Польшу. Было построено в общей сложности 8472 экземпляра этого самолёта.

## История
SPAD S.XIII представлял собой дальнейшее развитие самолета SPAD S.VII. Самолет был крупнее современных истребителей. Вооружение состояло из двух пулеметов, изменилась конструкция подпорок центрована верхнего крыла, ниже стало лобовое стекло, изменилась форма руля направления. Прототип оснастили двигателем с редуктором «Испано-Сюиза 8Вс» мощностью 160 кВт. Облетал самолет 4 апреля 1917 года знаменитый ас лейтенант Рене Дорм. Самолёт оказался удачным и в первом же полете развил скорость 217 км/ч на высоте 2000 м.
На этом самолёте летал Рене Фонк — французский лётчик-истребитель Первой мировой войны, с 75 официально сбитыми самолётами противника.

## Тактико-технические характеристики (SPAD S.XIII)

### Технические характеристики
- Экипаж: 1 человек
- Длина: 6,25 м (20 футов 6 дюймов)

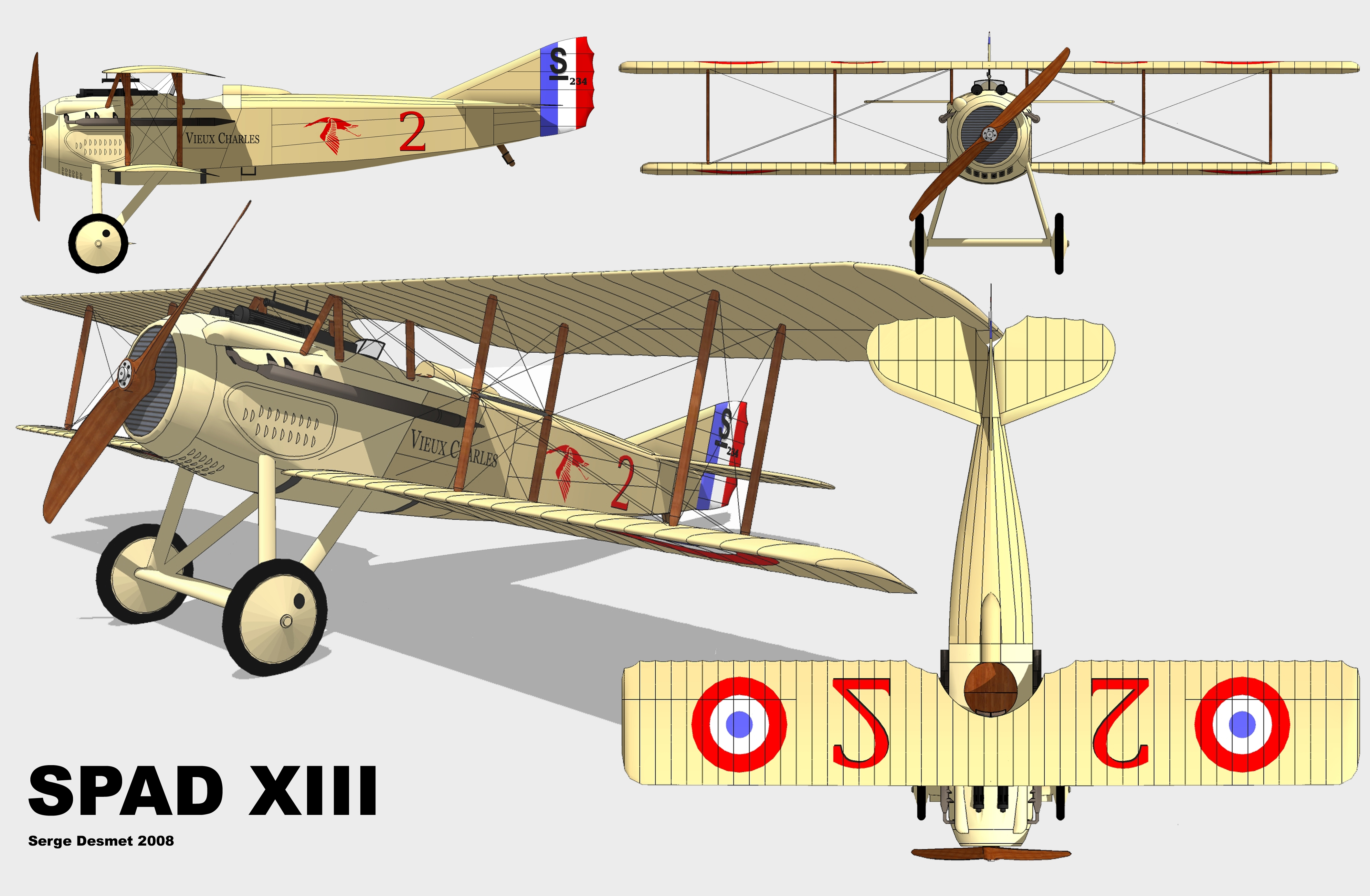

- Размах крыла: 8,25 м (27 футов 1 дюйма)
- Высота: 2,6 м (8 футов 6,5 дюйма)
- Площадь крыла: 21,1 м²
- Масса пустого: 566 кг (1245 фунтов)
- Максимальная взлётная масса: 845 кг (1863 фунта)
- Двигатель: 1× V-образный 8-цилиндровый Испано-Сюиза 8Be мощностью 200 л. с. (164 кВт).

### Лётные характеристики
- Максимальная скорость: 224 км/ч (на высоте 2000 м)
- Продолжительность полёта: 2 часа
- Практический потолок: 6 650 м
- Скороподъёмность: 2 м/с

### Вооружение
- Пулемётное: 2× 7,7 мм (.303-cal) пулемёта Виккерс

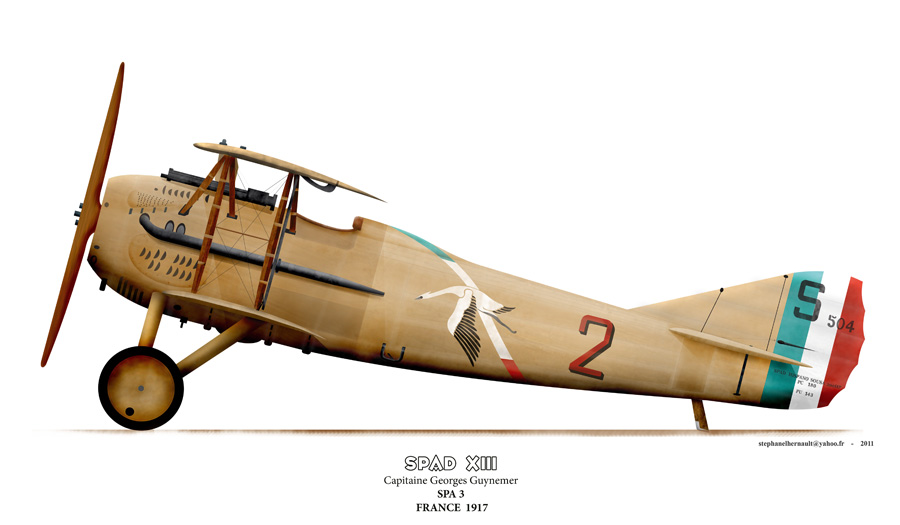
SPAD XIII georges Guynemer
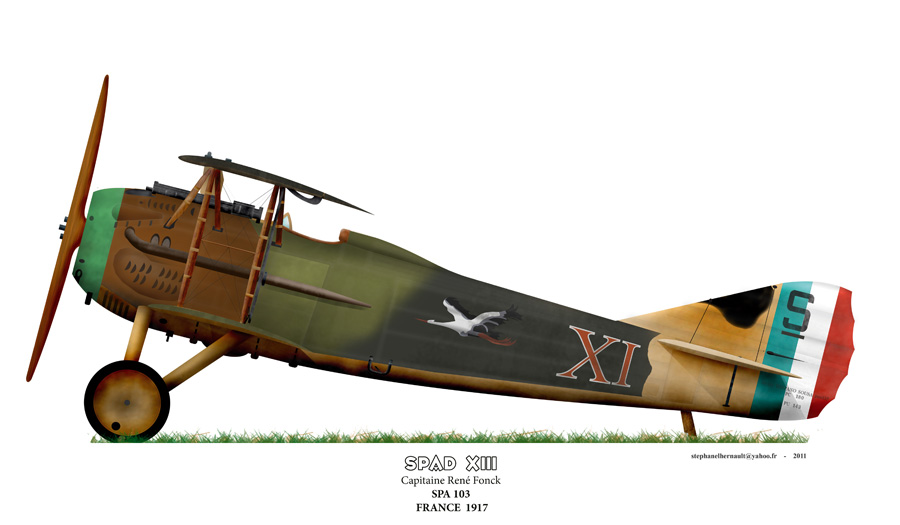
SPAD XIII rené fonck
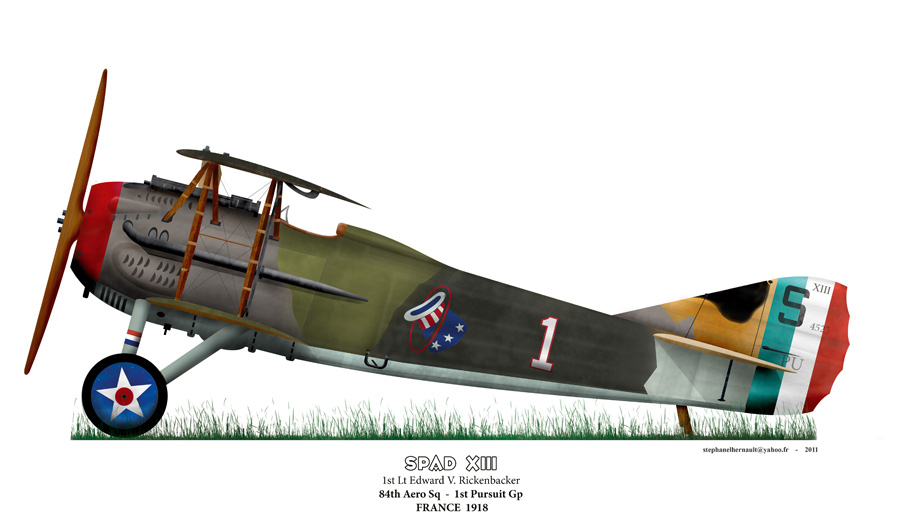
SPAD XIII Edward Rickenbacker
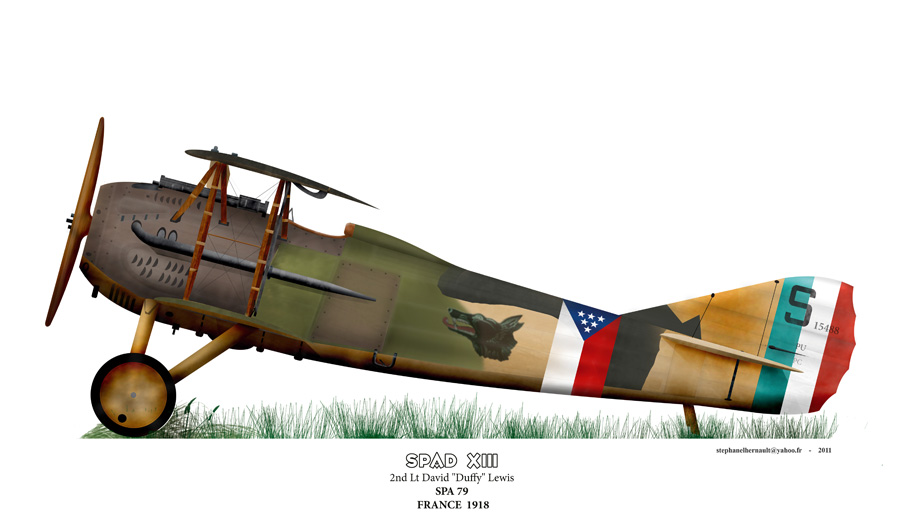
SPAD XIII David "Duffy" Lewis